# Eulersche Reihe
Als Eulersche Reihe wird die Identität
{\displaystyle {\frac {1}{\pi }}\sum _{n=1}^{\infty }{\frac {\sin(2\pi nx)}{n}}={\frac {1}{2}}-x,\;0<x<1}
bezeichnet.
Die Eulersche Reihe teilte Leonhard Euler in seinem Brief vom 4. Juli 1744 an Christian Goldbach mit, allerdings ohne Beweis. Fast zehn Jahre später veröffentlichte er in seinem Werk Institutiones calculi differentialis einen Beweis. Die Eulersche Reihe ist eine sehr einfach in eine Fourierreihe entwickelbare Funktion. Die Bernoulli-Polynome und die Poissonsche Summenformel lassen sich auf diese für die Analysis fundamentale Reihe zurückführen.
Die Eulersche Reihe bildet den Imaginärteil der Reihe
{\displaystyle \sum _{n=1}^{\infty }{\frac {e^{2\pi inx}}{n}},\;x\in \mathbb {R} ,\;x\notin \mathbb {Z} }

## Hauptsatz
Sei das Intervall {\displaystyle I:=(0,1)} gegeben. Seien des Weiteren {\displaystyle a,b\in I,\ a<b} zwei Punkte aus {\displaystyle I}. Folgende Funktionenreihe konvergiert gleichmäßig auf {\displaystyle {\bar {I}}:=[a,b]}
und es gilt:
{\displaystyle \sum _{n=1}^{\infty }{\frac {e^{2\pi inx}}{n}}=-\log \left[2\sin(\pi x)\right]+i\pi \left({\frac {1}{2}}-x\right),\;0<x<1}